# 九龍海逸君綽酒店

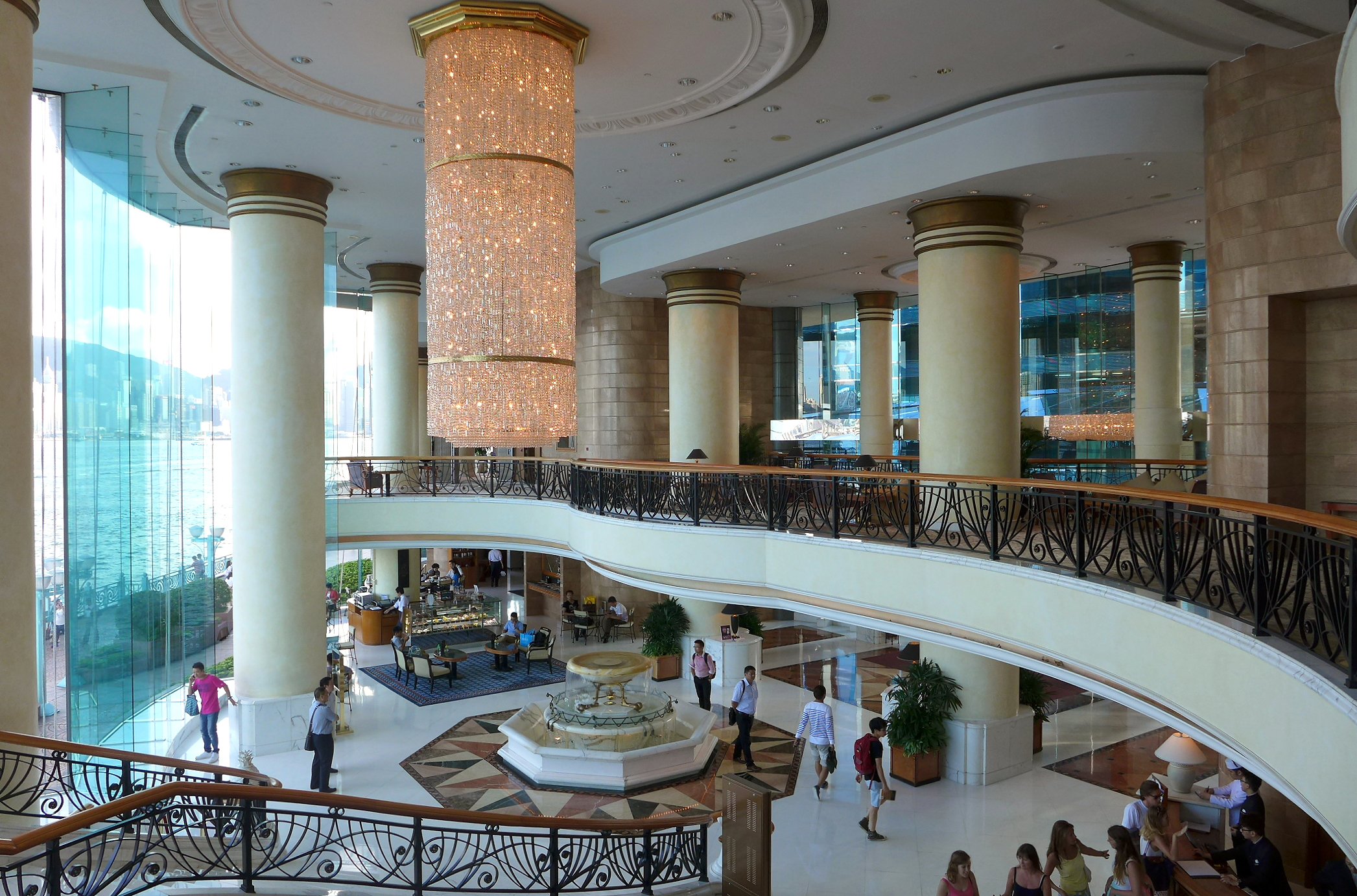
酒店大堂（2014年）

九龍海逸君綽酒店（英語：Harbour Grand Kowloon）位於香港九龍紅磡灣德豐街20號，為一所甲級高價酒店。鄰近港鐵黃埔站及紅磡碼頭，九龍海逸君綽酒店是海逸國際酒店集團由長江實業地產有限公司所有。
九龍海逸君綽酒店於1995年開業，當時名為海逸酒店（Harbour Plaza Hong Kong）。其後因配合集團品牌整合及已開幕的港島海逸君綽酒店，於2010年1月28日正式升格為海逸君綽品牌並更名為九龍海逸君綽酒店。2010年8月，九龍海逸君綽酒店旁的海濱廣場第1座及2座頂樓曾獲准加建5層高寫字樓及11層高酒店，惟後來計劃有變，改為各加建5層辦公室樓面。
酒店前身為1982年落成的和記洋行中心，因應長實的紅磡沿海地段重建項目而在1993年拆卸重建。
酒店在2018年對大堂進行翻新，以配合海濱廣場建築群加高擴建，翻新工程包括拆除從開業一直保留在長樓梯前的噴水池，同時更換欄杆、地台、牆身、座椅等，又為近天花位置裝上一幅呈布匹型的施華洛世奇水晶吊燈，天花板懸吊了枝形吊燈名為「光之棱鏡」的燈飾，共長15米，並以15萬顆施華洛世奇元素斯特拉斯水晶打造而成，意為展示酒店的時尚活力及高貴優雅。展覽會期間，酒店會在對開的私家碼頭安排免費專船接駁服務接載住客前往香港會議展覽中心，船程僅需八分鐘。
九龍海逸君綽酒店於2018年11月開設面積達8,611平方呎的黃埔會議中心，提供七個面積介乎400至2,000平方呎、備有自然採光及先進音響設備的會議室。黃埔會議中心跟酒店原有的宴會大禮堂和宴會廳位於同一層，適合舉辦分組會議等活動。
2019年8月，位於海濱廣場的塔樓客房及套房正式開幕，並以天橋連接至酒店大樓，使可飽覽維港和城市景觀的客房數量增加至房間總數的7成半。

## 資料來源
1. ↑  . 東方日報 (香港). 2010年8月27日  [2016年7月28日]. （原始内容存档于2017年2月22日）. （页面存档备份，存于）（繁體中文）

## 外部連結
- 九龍海逸君綽酒店 （页面存档备份，存于）